# Alzoniella slovenica
Alzoniella slovenica là một loài ốc nước ngọt nhỏ trong họ Hydrobiidae. Chúng là loài đặc hữu của vùng Morava (Cộng hòa Czech) và Slovakia.